# United Artists
United Artists (UA) este o companie americană de producție și distribuire de film deținută de Amazon MGM Studios. În perioada sa inițială de operație, UA a fost fondată în 1919 de D.W. Griffith, Charlie Chaplin, Mary Pickford și Douglas Fairbanks ca o societate bazată pe a permite actorilor să aibă propriul control asupra intereselor proprii decât să fie dependenți de studiourile comerciale.
După numeroase schimbări de proprietate și structurale, United Artists a fost cumpărată de conglomeratul media Metro-Goldwyn-Mayer (MGM) în 1981 pentru un preț raportat de 350 de milioane de $ (1,1 miliarde de $ astăzi). Pe 22 septembrie 2014, MGM a cumpărat un interes de control în One Three Media și Lightworkers Media și le-a fuzionat ca să readucă unitatea de producție de televiziune a United Artists ca United Artists Media Group (UAMG). MGM însuși a cumpărat UAMG pe 14 decembrie 2015 și l-a inclus în divizia sa de televiziune proprie.
MGM a readus pentru scurt timp marca United Artists ca United Artists Digital Studios pentru serialul online Stargate Origins ca parte a francizei Stargate dar a retras numele după 2019 și în schimb și-a folosit marca eponimă pentru lansări ulterioare.
Un parteneriat local de distribuție între MGM și Annapurna Pictures a fost lansat pe 31 octombrie 2017 și a fost redenumit ca United Artists Releasing pe 5 februarie 2019 în onoarea aniversării centenariului său. Însă, Amazon, acum compania părinte prezentă a MGM, a inclus UAR în MGM pe 5 februarie 2023, citând "oportunități noi de lansări cinematografice" urmând succesului de deschidere la box office al Creed III.
În iulie 2024, Amazon MGM Studios a anunțat readucerea companiei, intrând într-un parteneriat pe mai mulți ani cu producătorul de film Scott Stuber, care o să fie de asemenea implicat cu toate lansările sub compania de producție proaspăt relansată.

## Legături externe
- Site web oficial (arhivă)
- Site web oficial pentru United Artists Releasing (arhivă)
- United Artists Corporation Records 1919–1965 Arhivat în 9 decembrie 2013, la Archive.is — la Wisconsin Center for Film and Theater Research.